# Anja Silja
Anja Silja (Berlino, 17 aprile 1940) è un soprano tedesco, nota per la sua abilità di attrice e per l'espressività della sua voce.

## Biografia
Anja Silja Regina Langwagen iniziò a cantare molto presto e a partire dall'età di 8 anni iniziò lo studio del canto. Due anni dopo, all'età di dieci anni, iniziò a cantare lieder. Fece il debutto sulle scene operistiche nel 1956 alla Städtische Oper di Berlino Ovest nel ruolo di Rosina ne Il barbiere di Siviglia.
Dopo aver cantato nei teatri di Braunschweig, Stoccarda e Francoforte sul Meno nel 1958, debuttò nel 1959 al Wiener Staatsoper come Königin der Nacht in Die Zauberflöte con Leontyne Price diretta da Karl Böhm e nel 1960 al Festival di Bayreuth, dove interpretò il ruolo di Senta in Der fliegende Holländer con Wolfgang Windgassen diretta da Wolfgang Sawallisch, nel 1961 Klingsors Zaubermädchen in Parsifal (opera) con Régine Crespin e Gundula Janowitz nel 1962 quello di Elsa von Brabant in  Lohengrin con Astrid Varnay ed Elisabeth, Nichte des Landgrafen in Tannhäuser (opera) con Grace Bumbry, nel 1963 Eva, Pogners Tochter in Die Meistersinger von Nürnberg diretta da Thomas Schippers, nel 1965 Freia in Das Rheingold con Martti Talvela e Helga Dernesch diretta da Böhm e la 3. Norn ne Il crepuscolo degli dei con Birgit Nilsson diretta da Böhm e nel 1966 Waldvogel in Sigfrido (opera). 
Ancora al Wiener Staatsoper nel 1962 è Senta in Der fliegende Holländer, nel 1965 è Salomè con la Varnay e Fritz Wunderlich; questo ruolo sarà quello maggiormente rappresentato a Vienna in 29 occasioni fino al 1972 diretta da Christoph von Dohnányi, nel 1966 è Dritte Norn ne Il crepuscolo degli dei, Elettra (Strauss) e Stella/Giulietta/Antonia/Olympia in Les Contes d'Hoffmann, nel 1968 Lulu (opera) diretta da Böhm, nel 1976 Luise nella première di Kabale und Liebe di Gottfried von Einem diretta da Dohnányi con Walter Berry ed Erich Kunz, nel 1995 Herodias in Salomè con Gwyneth Jones, nel 2005 Mílas Mutter in Osud di Leoš Janáček e nel 2007 Gräfin ne La dama di picche (opera) con Neil Shicoff diretta da Seiji Ozawa. Complessivamente la Silja ha preso parte a 122 rappresentazioni viennesi fino al 2010.
Al Grand Théâtre di Ginevra nel 1963 è Isolde in Tristan und Isolde con Windgassen, nel 1965 è Senta in Der fliegende Holländer, nel 1967 Salomè con José van Dam e Kurt Moll, nel 1968 Brünnhilde in Die Walküre e nel 1975 Jenny in Ascesa e caduta della città di Mahagonny.
Ad Edimburgo nel 1966 è Lulu con la Württemberg State Opera di Stoccarda, nel 1968 Senta in Der fliegende Holländer con l'Opera di Amburgo e nel 1970 Renata in The Fiery Angel di Sergej Sergeevič Prokof'ev con Agnes Baltsa diretta da von Dohnányi con la Frankfurt Opera di Francoforte sul Meno.
Al San Francisco Opera nel 1968 è Salomè, nel 1971 Lulu, nel 1976 Emilia Marty in Vec Makropulos, nel 1981 Katerina Ismailova, wife of Zinovy Borisovich in Lady Macbeth del Distretto di Mcensk, nel 1983 Káťa Kabanová, nel 1985 Regan in Lear di Aribert Reimann con la Dernesch e nel 1989 debutta nel ruolo di The Nurse in Die Frau ohne Schatten con la Jones.
All'Opera di Chicago nel 1969 è Senta in Der fliegende Holländer, nel 1971 Salomè, nel 1972 Marie in Wozzeck con Vincenzo Manno e nel 1996 Herodias in Salomè con Bryn Terfel.
Al Royal Opera House di Londra nel marzo 1969 è Leonore in Fidelio con Margaret Price diretta da Otto Klemperer, in settembre Cassandra in Les Troyens con Jon Vickers diretta da Colin Davis, nel 1975 Marie in Wozzeck, nel 1993 Kostelnička Buryjovka in Jenůfa di Leoš Janáček, nel 1995 Herodias in Salome con Terfel e Catherine Malfitano e nel 2008 Witch in Hänsel e Gretel (opera) con Diana Damrau diretta da Davis.
Al Teatro Verdi (Trieste) nel 1970 è Salomè con la Varnay.
Nel 1971 canta i Wesendonck-Lieder al Teatro La Fenice di Venezia.
Al Festival di Salisburgo nel 1971 è Marie di "Wozzeck" diretta da Böhm con i Wiener Philharmoniker, nel 1978 canta in un concerto diretta da von Dohnányi e nel 1992 con l'Orchestra di Cleveland diretta da Dohnányi.
Nel 1972 debuttò poi al Metropolitan Opera House come Leonore in Fidelio e nello stesso anno Salome diretta da Böhm, nel 1980 Marie in Wozzeck con José van Dam diretta da James Levine, nel 1992 Kostelnicka in Jenufa di Janacek diretta da James Conlon ed alla Carnegie Hall diretta da Levine nel 2006 con The Woman in Erwartung di Arnold Schönberg e nel 2008 con Pierrot Lunaire.
Nel 1977 è Luise nella prima rappresentazione nel Teatro Comunale di Firenze di "Kabale und Liebe" di von Einem.
All'Opéra National de Paris nel 1985 è Marie in Wozzeck diretta da Dohnanyi e Kent Nagano, nel 2003 Hérodias in Salomè diretta da Conlon con Chris Merritt e Gräfin Geschwitz in Lulu, nel 2004 Mère Marie ne I dialoghi delle Carmelitane (opera) con Dawn Upshaw e nel 2013 Die Knusperhexe in Hänsel e Gretel (opera).
Al Glyndebourne Festival Opera nel 1989 è Kostelnicka in Jenufa di Janacek e nel 1995 Emilia Marty in The Makropulos Case.
Per il Teatro alla Scala di Milano nel 2004 è Madame de Croissy nella prima di I dialoghi delle Carmelitane al Teatro degli Arcimboldi diretta da Riccardo Muti trasmessa da Rai 5 e nel 2007 La sagrestana Buryja nella prima di Jenůfa di Leoš Janáček.
Ha vinto il Grammy Award for Best Opera Recording 2004 con il CD Janacek: Jenufa / Haitink, Mattila, Silja, Silvasti del 2002 della Erato/Warner Classics.
Al Teatro Regio di Torino nel 2009 è La contessa ne La dama di picche (opera) diretta da Gianandrea Noseda.
Nel 2011 è Kabanicha in Káťa Kabanová al Badisches Staatstheater di Karlsruhe e The Old Lady in Candide (Bernstein) allo Staatsoper im Schiller Theater di Berlino.
Nel 2012 è Gräfin ne La dama di picche all'Opera di Amburgo.
Nel 2013 è Großmutter (Grandmother) in The Gambler ("Il giocatore" di Prokofiev) all'Oper Frankfurt di Francoforte sul Meno.
Nel 2014 è Die Mumie in Die Gespenstersonate (La sonata degli spettri) di Aribert Reimann all'Oper Frankfurt.
Fu molto richiesta per l'interpretazione dei ruoli relativi alla vocalità di soprano leggero come in Salomè, Wozzeck, Lulù.

## Vita privata
È stata sposata con Christoph von Dohnányi con il quale ha avuto tre figli.

## Repertorio
| Ruolo                            | Titolo                               | Autore           |
| -------------------------------- | ------------------------------------ | ---------------- |
| Judith                           | A kékszakállú herceg vára            | Bartók           |
| Leonore                          | Fidelio                              | Beethoven        |
| Marie                            | Wozzeck                              | Berg             |
| Lulu                             | Lulu                                 | Berg             |
| Cassandre                        | Les Troyens                          | Berlioz          |
| The Old Lady                     | Candide                              | Bernstein        |
| Micaëla                          | Carmen                               | Bizet            |
| Tat'jana                         | Evgenij Onegin                       | Čajkovskij       |
| La Contessa                      | Pikovaja dama                        | Čajkovskij       |
| Medea                            | Medea                                | Cherubini        |
| Rachel                           | La Juive                             | Halévy           |
| Knusperhexe                      | Hänsel und Gretel                    | Humperdinck      |
| La Madre di Mila                 | Osud                                 | Janáček          |
| Kostelnička                      | Jenůfa                               | Janáček          |
| Katerina                         | Káťa Kabanová                        | Janáček          |
| Emilia Marty                     | Věc Makropulos                       | Janáček          |
| Hanna Glawari                    | Die lustwige Witwe                   | Lehár            |
| Santuzza                         | Cavalleria rusticana                 | Mascagni         |
| Lucy                             | The Telephone                        | Menotti          |
| Konstanze                        | Die Entführung aus dem Serail        | Mozart           |
| Fiordiligi                       | Così fan tutte                       | Mozart           |
| Königin der Nacht                | Die Zauberflöte                      | Mozart           |
| Olympia Antonia Giulietta Stella | Les contes d'Hoffmann                | Offenbach        |
| Madame de Croissy                | Dialogues des Carmélites             | Poulenc          |
| Babulenka                        | Igrok                                | Prokof'ev        |
| Renata                           | Ognenny angel                        | Prokof'ev        |
| Floria Tosca                     | Tosca                                | Puccini          |
| Minnie                           | La fanciulla del West                | Puccini          |
| Turandot                         | Turandot                             | Puccini          |
| Rosina                           | Il barbiere di Siviglia              | Rossini          |
| Die Frau                         | Erwartung                            | Schönberg        |
| Orlofsky                         | Die Fledermaus                       | Strauss, Johann  |
| Herodias Salomè                  | Salomè                               | Strauss, Richard |
| Klytämnestra Elektra             | Elektra                              | Strauss, Richard |
| Zerbinetta                       | Ariadne auf Naxos                    | Strauss, Richard |
| Die Amme                         | Die Frau ohne Schatten               | Strauss, Richard |
| Jocasta                          | Oedipus Rex                          | Stravinskij      |
| Lady Macbeth                     | Macbeth                              | Verdi            |
| Leonora                          | Il trovatore                         | Verdi            |
| Violetta Valéry                  | La traviata                          | Verdi            |
| Donna Leonora di Vargas          | La forza del destino                 | Verdi            |
| Desdemona                        | Otello                               | Verdi            |
| Senta                            | Der fliegende Holländer              | Wagner           |
| Elisabeth                        | Tannhäuser                           | Wagner           |
| Elsa di Brabante Ortrud          | Lohengrin                            | Wagner           |
| Freia                            | Das Rheingold                        | Wagner           |
| Brünnhilde                       | Die Walküre                          | Wagner           |
| Isolde                           | Tristan und Isolde                   | Wagner           |
| Eva                              | Die Meistersinger von Nürnberg       | Wagner           |
| Brünnhilde Waldvogel             | Siegfried                            | Wagner           |
| Dritte Norn                      | Götterdämmerung                      | Wagner           |
| Blummenmädchen                   | Parsifal                             | Wagner           |
| Jenny Smith                      | Austieg und Fall der Stadt Mahagonny | Weill            |

## Discografia parziale
- Berg Schoenberg, Wozzeck/Erwartung - Dohnanyi/Wächter/Silja/Winkler, 1979 Decca
- Janacek, Jenufa - Haitink/Mattila/Silja/Silvasti, Royal Opera House, 2001 Erato/Warner Classics - Grammy Award for Best Opera Recording 2004
- Schoenberg: Pierrot Lunaire, Chamber Symphony No. 1, 4 Orchestral Songs, Herzgewachse - Anja Silja/Catherine Wyn-Rogers/Robert Craft/Twentieth Century Classics Ensemble, 2007 Naxos
- Schoenberg: Pelleas und Melisande, Erwartung - Anja Silja/Philharmonia Orchestra, 2008 Naxos
- Wagner, Lohengrin - Sawallisch/Crass/Thomas/Silja, 1962 Decca
- Wagner: Tannhäuser - Anja Silja/Bayreuth Festival Chorus/Bayreuth Festival Orchestra/Eberhard Waechter/Grace Bumbry/Wolfgang Sawallisch/Wolfgang Windgassen, 1962 Philips
- Weill: Aufstieg Und Fall Der Stadt Mahagonny (Rise and Fall of the City of Mahagonny) - Anja Silja/Jan Latham-Koenig/Anny Schlemm/Cologne Radio Orchestra/Klaus Hirte/Wolfgang Neumann/Frederic Mayer/Cologne Pro Musica Vocal Ensemble, 1988 Capriccio
- "Russian Songs"(Andrej Hoteev, piano 2007) (Rachmaninov: 10 songs; Mussorgsky: Songs and Dances of Death; Scriabin: Piano Sonata No. 9 Black Mass) Sony/RCA Red Seal[2]

## DVD parziale
- Beethoven: Fidelio (Opera di Amburgo studio production, 1968) - Anja Silja/Lucia Popp, Arthaus Musik/Naxos
- Humperdinck: Hansel und Gretel (Royal Opera House, 2008) - Angelika Kirchschlager/Diana Damrau/Elizabeth Connell/Thomas Allen/Anja Silja/Colin Davis (direttore d'orchestra), Opus Arte/Naxos
- Poulenc, Dialogues des Carmélites (Teatro alla Scala 2004) - Riccardo Muti/Anja Silja, Arthaus Musik/Naxos